# Vĩnh Ngươn (Châu Đốc)
Vĩnh Ngươn is een xã in de thị xã Châu Đốc, in de Vietnamese provincie An Giang.